# Stachycephalum
Stachycephalum là một chi thực vật có hoa trong họ Cúc (Asteraceae).

## Loài
Chi Stachycephalum gồm các loài: